# Notazione musicale
La notazione o semiografia musicale è il sistema che fissa per iscritto una composizione, una melodia o una qualsiasi idea di tale ordine.

## Storia

### Sumeri
Le prime forme di notazione musicale possono essere rintracciate in una tavoletta incisa dai Sumeri con la scrittura cuneiforme presso Nippur, oggi in Iraq, attorno al 2000 a.C. La tavoletta rappresenta delle frammentarie istruzioni per l'esecuzione di una musica, e indica che la composizione è costruita sugli intervalli di terza e usando una scala diatonica. Una tavoletta del 1250 a.C. circa mostra una forma di notazione più sviluppata. Nonostante l'interpretazione di tale secondo sistema sia ancora oggetto di dibattito, è chiaro che la scrittura indica i nomi delle corde su una lira, l'accordatura delle quali è esplicitata in altre tavolette. Per quanto incomplete e frammentate, questo gruppo di tavolette porta il primo esempio in assoluto di melodie scritte nella storia del genere umano.

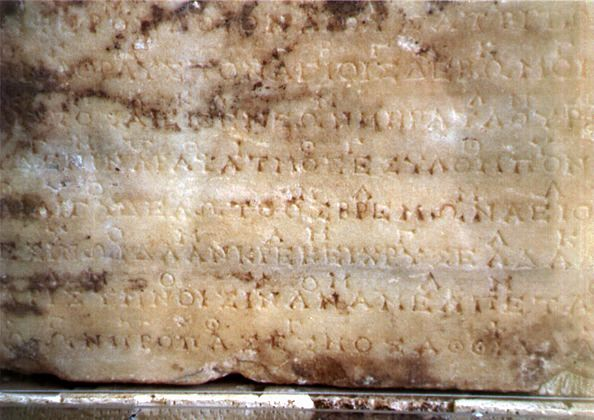
Una fotografia della pietra originale a Delfi contenente il secondo dei due Inni Delfici ad Apollo. La musica è annotata nella linea dei simboli che compaiono talvolta sopra la riga continua di lettere greche.

## Notazione musicale moderna

### Storia
La notazione musicale moderna si deve a Guido d'Arezzo, monaco benedettino vissuto tra il X e l'XI secolo, (circa 992  - dopo il 1033), che trovò una formula mnemonica atta a rammentare il preciso modo di intonare le note di una serie di sei suoni detto esacordo. Egli attribuì a ogni nota una sillaba corrispondente alle prime due lettere di ogni verso dell'inno gregoriano a San Giovanni Battista di Paolo Diacono:
1. Ut queant laxis
2. resonare fibris,
3. Mira gestorum
4. famuli tuorum,
5. Solve polluti
6. labii reatum,
7. Sancte Iohannes.

Guido Monaco ha usato le prime sillabe di ogni emistichio, Ut, Re, Mi, Fa, Sol, La. Molto più tardi le due iniziali dell'ultimo verso, S e I, verranno usate per designare la settima nota, Si. Nel XVII secolo Ut venne modificato in Do (da "Dominus"), più agevole per il canto avendo una finale in vocale, anche se la denominazione Ut è ancora usata in Francia.
Su questo sistema di notazione si basò la solmisazione, un primo metodo di solfeggio attribuito al monaco da cui deriva il moderno esercizio di lettura della musica.
A Guido d'Arezzo è anche attribuito l'utilizzo di un rigo di quattro linee detto tetragramma su cui posizionare le note, che può essere considerato l'antenato dell'odierno pentagramma. 
Le note non sono sempre state come sono oggi, ma hanno subito una graduale alterazione nel corso dei secoli, dall'iniziale forma quadrata, l'aspetto delle note andò a precisarsi con l'affermazione della polifonia, poiché vi era necessità di individuare i rapporti di durata dei vari suoni.

### Altezza
L'altezza del suono viene scritta mediante la posizione delle note sul pentagramma o rigo musicale. Più il suono è acuto più viene scritto in alto.
Il rigo musicale può essere considerato come un sistema di coordinate cartesiane, dove sull'asse delle ascisse poniamo il tempo e sull'asse delle ordinate la frequenza del suono; ogni nota viene posta in ordine temporale (coordinata x) e il valore di ordinata (y) stabilisce l'altezza del suono.
Ci possono essere note che superano l'ambito del pentagramma, perché più acute o più gravi; allora si ricorre ai tagli addizionali. Essi sono brevi lineette che simulano ulteriori linee al rigo musicale, oltre il pentagramma.

Tutto questo non è ancora sufficiente a dare un nome ad ogni nota, occorre identificare un'origine del piano cartesiano. Questa si stabilisce mediante la chiave, che fissa il nome della nota a cui si riferisce, su una linea del pentagramma. Esistono sette chiavi che prendono il nome di setticlavio.

La posizione del punto sul pentagramma stabilisce l'altezza solo dei suoni naturali, ma vi sono anche i suoni alterati. Per scriverli, si mantiene la posizione della nota inalterata, ma si aggiunge subito prima un segno di alterazione.

### Durata
La notazione della durata musicale, è data dalla ''durezza'' di una nota, il grado per cui è categorizzata lunga o corta. Come segni per definire la lunghezza, si usano il punto, la virgola, l'accento, il cappello e la linea prolungatrice.